# Edward Elric
Edward Elric (エドワード・エルリック?, Edowādo Erurikku) è un personaggio immaginario ideato da Hiromu Arakawa e il protagonista della serie manga e anime Fullmetal Alchemist. È anche conosciuto come l'Alchimista di Acciaio (鋼の錬金術師?, Hagane no renkinjutsushi) ed è il più giovane Alchimista di Stato nella storia del paese immaginario di "Amestris". Insieme al fratello Alphonse, ha cercato di far risorgere la madre, perdendo però la gamba sinistra e il braccio destro. Lui e suo fratello minore perlustrano il mondo alla ricerca della pietra filosofale nella speranza di ripristinare i loro corpi. Edward è apparso in altri media della serie, tra cui videogiochi, original anime video e light novel.
Nei doppiaggi originali è interpretato da Romi Park, nell'adattamento italiano invece da Renato Novara. Diverse pubblicazioni sono state scritte riguardo al personaggio. È stato accolto positivamente dalla critica e apprezzato il doppiaggio della serie animata. Edward ha ricevuto anche diverso merchandising, tra cui portachiavi e action figure.

## Concezione e sviluppo
Hiromu Arakawa volle inserire diversi problemi sociali nella trama di Fullmetal Alchemist, come il rapporto tra Edward e Alphonse dopo la morte di Trisha Elric, loro madre. La storia esplora come i fratelli aiutano diverse persone a comprendere il vero significato di famiglia. Quando le chiesero di descrivere il carattere di Edward, Arakawa affermò che, dopo la partenza di Van Hohenheim e la morte della madre, Edward sta solo cercando di rimpiazzare il ruolo del padre. Per questo quando Van è riapparso, il personaggio ha avuto una reazione scioccata e terrorizzata. Edward è uno dei personaggi preferiti dell'autrice, tuttavia sostiene di avere una personalità completamente diversa dalla sua dopo che una delle sue assistenti glielo chiese.
Mettendo a confronto i due fratelli quando Alphonse ottenne l'abilità di usare l'alchimia senza il cerchio come Edward, Arakawa affermò che nessuno dei due era migliore dell'altro visto che hanno diverse preferenze come altri alchimisti della serie. Anche se l'autrice inizialmente affermò che non aveva pensato alle date di nascita di nessuno dei suoi personaggi, decise di darne una a Edward durante la serializzazione. In un capitolo Edward afferma che sta per compiere 16 anni poco prima dell'inverno in Hokkaidō, luogo di nascita dell'autrice, decidendo quindi che la sua data di nascita sarebbe stata in pieno inverno. In una gag ricorrente della serie, Edward viene spesso colpito dalla chiave inglese di Winry Rockbell. Arakawa spiegò come Edward abbia le piene abilità per schivarla, ma si fa colpire di proposito a causa del suo carattere. Il regista della prima serie animata, Seiji Mizushima, disse che lo sviluppo della storia di Edward "evolve e regredisce"; Mizushima affermò che Edward sta continuamente superando le sue sfide interiori per determinare come crescere. Il design dell'automail (機械鎧オートメイル?, ōtomeiru) in questa edizione simboleggia i beni immateriali del personaggio, spiegando allo spettatore che Edward ha perso qualcosa di molto importante.
Nella versione prototipo della serie, Edward doveva essere un ragazzo di diciotto anni che avrebbe viaggiato con il padre, la cui anima era bloccata in uno scoiattolo volante. Il personaggio era più alto, ma aveva lo stesso gli automail. Per adattarsi ai lettori della rivista Monthly Shōnen Gangan, Edward fu modificato più volte fino ad arrivare alla versione attuale. La sua altezza venne ridotta per dare contrasto all'armatura di Alphonse. Mentre stava pensando al design del personaggio, Arakawa si preoccupò spesso di rendere gli automail troppo grossi per evitare di bilanciare rendendo Edward più robusto, cosa che l'avrebbe reso troppo muscoloso per la sua età. L'autrice disegnò spesso completamente il personaggio, finché non si accorse che era troppo alto. Durante la serializzazione, l'autrice si accorse che disegnò diverse volte Edward mezzo nudo, anche più di Alex Louis Armstrong, che spesso è a petto nudo. Anche se affermò che il motivo era perché volesse disegnare gli automail, disse che probabilmente il vero motivo fu perché è molto comune vedere uomini in soli slip mentre sono nelle loro case.

### Doppiaggio
Edward venne doppiato da Romi Park nell'edizione originale. Nell'edizione italiana invece da Renato Novara. Secondo Novara, il personaggio rappresenta che "Nulla si ottiene senza sacrificio" e che devi per forza "rinunciare a qualcos'altro". Patrizia Scianca invece prestò la voce nella versione da bambino del personaggio.

### Interpretazione

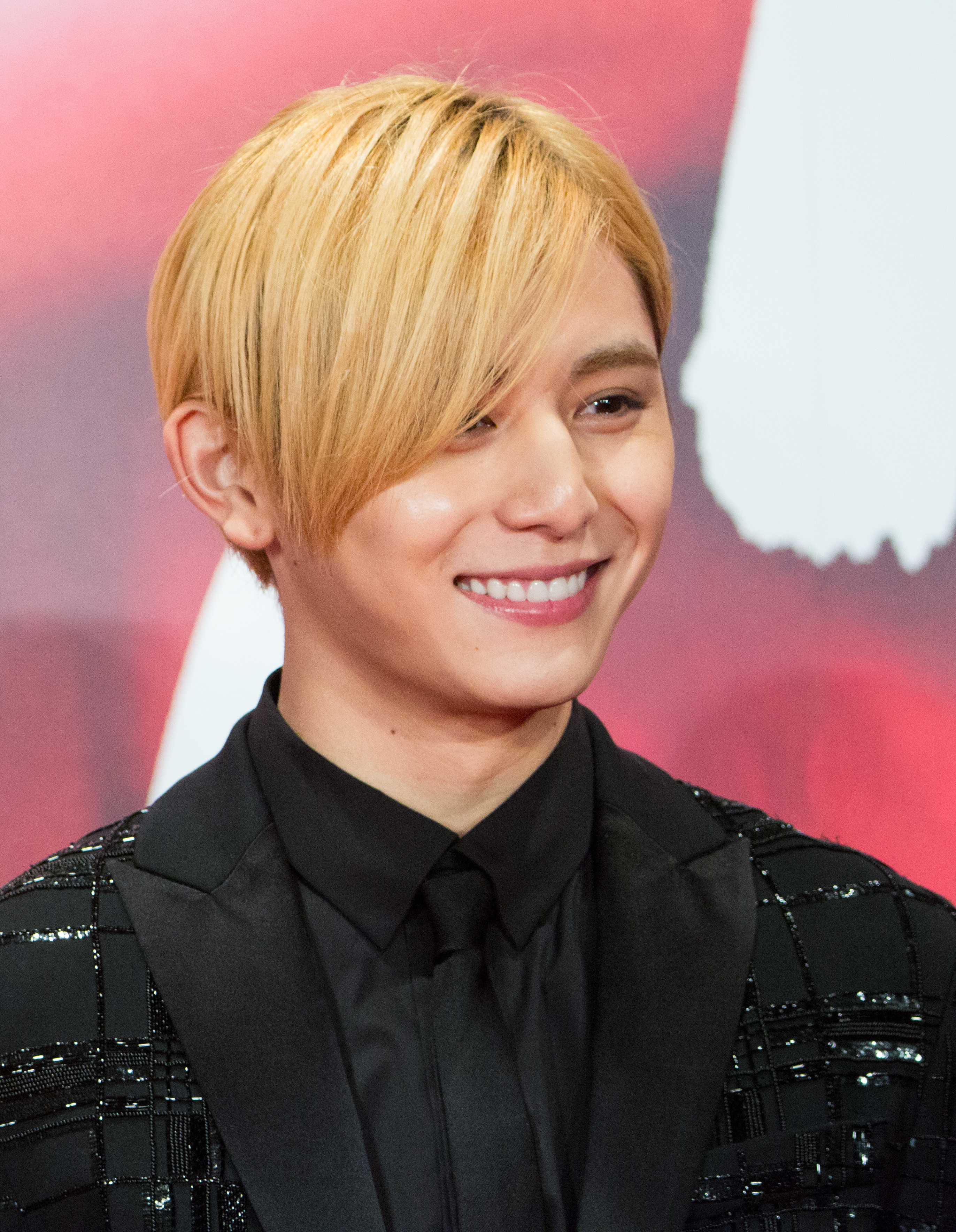
Ryōsuke Yamada, l'attore interprete di Edward, alla cerimonia di apertura del Tokyo International Film Festival nel 2017

Nel film live action Fullmetal Alchemist il personaggio venne interpretato dall'attore Ryōsuke Yamada. Yamada pensò che la sua bassa statura potesse tornare utile per rappresentare al meglio Edward. Studiando il manga originale, Yamada cercò di imitare la sua corsa. Essendo fan della serie, Yamada fu felice di interpretare il protagonista. Chiese all'Anime Expo del 2017 se la sua interpretazione fosse "strana", generando però applausi da parte del pubblico. Durante le domande, Yamada disse che una delle scene più difficile da fare è stata quella di interagire con Alphonse, essendo fatto in CGI, per questo durante le riprese un componente dello staff si metteva al posto di dove sarebbe stato Alphonse, aiutando l'attore.

## Descrizione del personaggio

Ed (in alto) assieme al fratello Al (in basso) sulla copertina della versione italiana in DVD del film

Edward Elric è un ragazzo di 15 anni, spesso deriso per la sua scarsa statura, dal fisico minuto ma piuttosto muscoloso. Porta i capelli lunghi e biondi raccolti in una treccia o in una coda di cavallo, ed è solito vestire in pelle nera e coprirsi con un giubbotto rosso con cappuccio. Porta sempre con sé l'orologio d'argento che contrassegna gli alchimisti di stato, con un leone inciso su di esso.
Edward è cocciuto, irruente, impulsivo, talvolta anche un po' arrogante e molto tenace. Si dimostra tuttavia spesso anche saggio e gentile con le persone. Nonostante sia ateo pare avvicinarsi molto alla religione e all'idea che gli uomini hanno di essa. La sua triste storia e il fatto che sia rimasto da solo a doversi prendere cura del fratello minore Alphonse, lo portano a maturare molto più del normale, ma senza intaccare la sua natura allegra e spensierata. Il suo più grande desiderio è di trovare la pietra filosofale, non tanto per se stesso, ma perché si sente responsabile della situazione del fratello.

### Poteri e abilità
Edward è un genio dell'alchimia: da piccolo, dopo aver tentato la trasmutazione umana, oltrepassa il "portale della verità" e ciò lo rende in grado di utilizzare l'alchimia col solo battito delle mani e posizionando entrambi o un solo palmo su una qualunque superficie. Inoltre, dall'allenamento con Izumi Curtis, ha appreso diverse tecniche del corpo a corpo, perché come dice sempre Izumi, una mente sana deve stare in un corpo ben allenato. In duello Ed è solito trasformare il suo braccio meccanico in una lama. In altre occasioni è solito trasmutare armi vere e proprie a partire da oggetti metallici presenti sul campo di battaglia o utilizzando i minerali ferrosi del suolo. Dopo lo scontro con Scar apprende il metodo per fermare volontariamente la trasmutazione alchemica al secondo stadio, la scomposizione, provocando quindi la distruzione della materia che tocca.
Pur agendo spesso d'impeto, durante i combattimenti tende ad usare l'astuzia e per sconfiggere i suoi avversari, quando si trova in difficoltà, non disdegna il "giocare sporco", cercando di distrarre gli avversari o di offuscare loro la vista. A volte per vincere ricorre a delle trappole, anche usando un fantoccio da lui creato come esca.

## Biografia del personaggio

Ed (in primo piano) e Al nella copertina italiana del 2º volume del manga.

Edward nasce a Resembool, accudito dalla madre Trisha, e insieme al fratello minore Alphonse si dedica fin da piccolo allo studio dell'alchimia, per poter colmare nella madre il vuoto che le ha lasciato la partenza del marito Van Hohenheim, del quale Edward ha pochissimi ricordi. A soli otto anni, a seguito della morte della madre per malattia, Ed matura un odio profondo per il padre che non si è neppure presentato al funerale, e decide di prendersi cura di Al e di rivedere il sorriso di sua madre a qualunque costo. Studia alchimia per tre anni sotto la guida di Izumi Curtis nella città di Dublith. Infine, a undici anni tentano di fare risorgere la madre, fallendo e, per "pagare" il prezzo della trasmutazione, Al perde l'intero corpo, ed Ed, dopo essersi ritrovato davanti al portale dell'alchimia ed avere visto tutti i segreti del mondo, in un istante paga perdendo la sua gamba sinistra.
Ed al risveglio si accorge dell'errore che ha commesso, rendendosi conto anche di aver perso il fratello minore, e per riportarlo indietro offre il suo braccio destro tramite una seconda trasmutazione, ottenendo l'anima di Al che lega a un'armatura con un sigillo fatto del suo sangue. Dopo essere stato curato da Pinako e Winry ed essersi sottoposto alla difficile operazione e alla riabilitazione in seguito all'impianto degli automail (機械鎧オートメイル?, ōtomeiru), Ed si reca dunque a Central City su raccomandazione di Roy Mustang per sostenere l'esame da alchimista di stato, ottenendo il titolo di "Alchimista d'Acciaio" dal Comandante Supremo King Bradley durante il proprio esame. Negli anni successivi i fratelli Elric viaggeranno per il mondo alla ricerca della "Pietra Filosofale" così da poter ripristinare i loro corpi.
Durante il viaggio fanno tappa a Reole perché alla ricerca della pietra filosofale, liberando la cittadina dal dominio di Cornello. Ritornano poi a Central City dove si imbattono prima in Shou Tucker e sua figlia, poi con Scar, un Ishvalan vendicativo che vuole vendicarsi contro gli Alchimisti di Stato per la guerra civile del suo paese. I fratelli fanno poi una breve tappa a Resembool, dove Winry diventa l'ufficiale meccanica per gli automail di Edward, e poi incontrano Tim Marcoh, un ex Alchimista di Stato, che consegna ai ragazzi un metodo per ricreare la Pietra Filosofale, che però, si scoprirà in seguito, richiede anime umane.
Dopo che Edward ha scoperto che homunculus e la Pietra Filosofale sono collegati in qualche modo, i fratelli Elric si alleano con Ling, Lan Fan e i militari di Mustang. I fratelli però incontrano un homunculus chiamato "Padre", che è il vero leader di Amestris e Bradley sua sottoposta. I fratelli sono costretti a lavorare ancora per l'esercito, dal momento che Bradley li minaccia di uccidere Winry se oppone resistenza ai loro ordini.
Successivamente, Ed si reca a Briggs, dove incontra Olivier, la sorella del maggiore Armstrong. Qui riesce a neutralizzare l'homunculus Sloth, che sta scavando un grande tunnel sotto Amestris, e viene a conoscenza del vero obiettivo degli homunculus: creare la pietra filosofale usando come sacrificio tutta la gente di Amestris. Poco dopo il generale Zolf J. Kimbly porta Winry a Briggs come ostaggio, per obbligare Ed a trovare Scar, il quale però si alleerà con Edward, permettendo ad Alphonse di salvare Winry. Edward rincontra poi Ling dopo che quest'ultimo ha preso momentaneamente il sopravvento su Greed, e informa Ed del fatto che il Padre sta aspettando “il giorno che deve arrivare” per poter mettere in atto il suo piano. Edward si riunisce poi al fratello e il loro padre, Hohenheim, per sferrare, assieme ai loro alleati, un attacco contro Central City.
Il gruppo si fa strada nel sotterraneo, ma Ed, Al, Hohenheim, Izumi e Mustang vengono assorbiti dal Portale della Verità. Dopo aver sconfitto Pride, Edward perde uno dei suoi automail nello scontro contro Padre. Alphonse trasmuta la sua stessa anima per far recuperare il braccio a Ed. Van Hohenheim propone al figlio di usarlo come sacrificio per riportare indietro il corpo e l'anima di Al, ora ricongiunte, ma a sorpresa Edward utilizza un cerchio di trasmutazione umana per tornare al cospetto della Verità, a cui offre il proprio portale in cambio della possibilità di salvare il fratello. La Verità gli fa notare che il sacrificio del proprio portale gli impedirebbe per sempre l'uso dell'alchimia, ma Edward ribatte che avendo ottenuto ciò per cui aveva iniziato il proprio viaggio, ormai l'alchimia non gli serve più. Colpita, la Verità si dichiara sconfitta, ed Edward, sacrificato il portale, raggiunge Al, che riesce finalmente a riportare indietro. Passano due anni, Edward, ormai impossibilitato ad usare l'alchimia, decide di non tentare di riottenere anche la sua gamba, e di conservare il proprio automail come monito a non commettere di nuovo gli stessi errori; quindi, separatosi da Alphonse, dichiara a Winry il proprio amore per lei, parte per un viaggio verso occidente per ampliare le proprie conoscenze. La storia finisce con un Edward, decisamente cresciuto, assieme ad Alphonse, Mai Chang e sua moglie Winry, dalla quale ha avuto due figli.

## Altre versioni

### Anime del 2003

Edward, con il suo braccio automail, sulla copertina del primo DVD della prima serie animata.

La storia riprende il manga originale fino al il combattimento con Greed, in cui Edward scopre il segreto per distruggere gli homunculus, e lo uccide per salvare Alphonse. Quando scopre che Scar ha intenzione di creare la Pietra Filosofale all'interno di Alphonse, Edward salva i cittadini di Reole dal sacrificio. Durante la battaglia contro gli homunculus, il ragazzo viene sconfitto e ucciso da Envy, che si rivela essere il fratellastro degli Elric. Al usa la Pietra Filosofale per trasmutarlo e riportarlo in vita. Durante la trasmutazione, Envy, desideroso di andare da Hohenheim per vendicarsi di averlo abbandonato, in quanto suo padre biologico, oltrepassa il portale e finisce nel mondo reale. Edward però decide di sacrificare la sua stessa vita per il fratello. Alphonse ritorna in vita con il suo corpo originario, ma senza ricordarsi i fatti accaduti nei quattro anni precedenti, dato che la sua memoria si è fermata al giorno della trasmutazione della madre. Edward invece finisce anche lui dall'altra parte del portale, nella Germania del primo dopoguerra. Il film Il conquistatore di Shamballa chiude ufficialmente la prima saga animata dell'Alchimista d'acciaio. Due anni dopo che Edward è stato trasportato nel mondo oltre il Portale, è ancora alla ricerca di trovare un modo per ritornare al suo. Alla fine del film, decide di rimanere nell'universo parallelo insieme ad Alphonse per proteggere entrambi i mondi.

## Altri media
Edward è apparso in quasi tutti gli original anime video della serie. È apparso anche nella light novel scritta da Makoto Inoue. 
È apparso in tutti i videogiochi di Fullmetal Alchemist. Nei videogiochi per PlayStation 2: Fullmetal Alchemist: Tobenai tenshi, Fullmetal Alchemist 2: Akaki erikushiru no akuma e Fullmetal Alchemist 3: Kami o tsugu shōjo; aggiungono nuove storie in cui i fratelli Elric ricercano la Pietra Filosofale.
Sono stati distribuiti due image song dedicate al personaggio: la prima chiamata Hagaren Song File – Edward Elric (Hagaren Song File – エドワード・エルリック?, Hagaren Song File – Edowādo Erurikku), mentre la seconda Theme of Edward Elric. Tutti e due gli album sono stati eseguti dalla doppiatrice di Ed, Romi Park.

## Accoglienza

### Popolarità

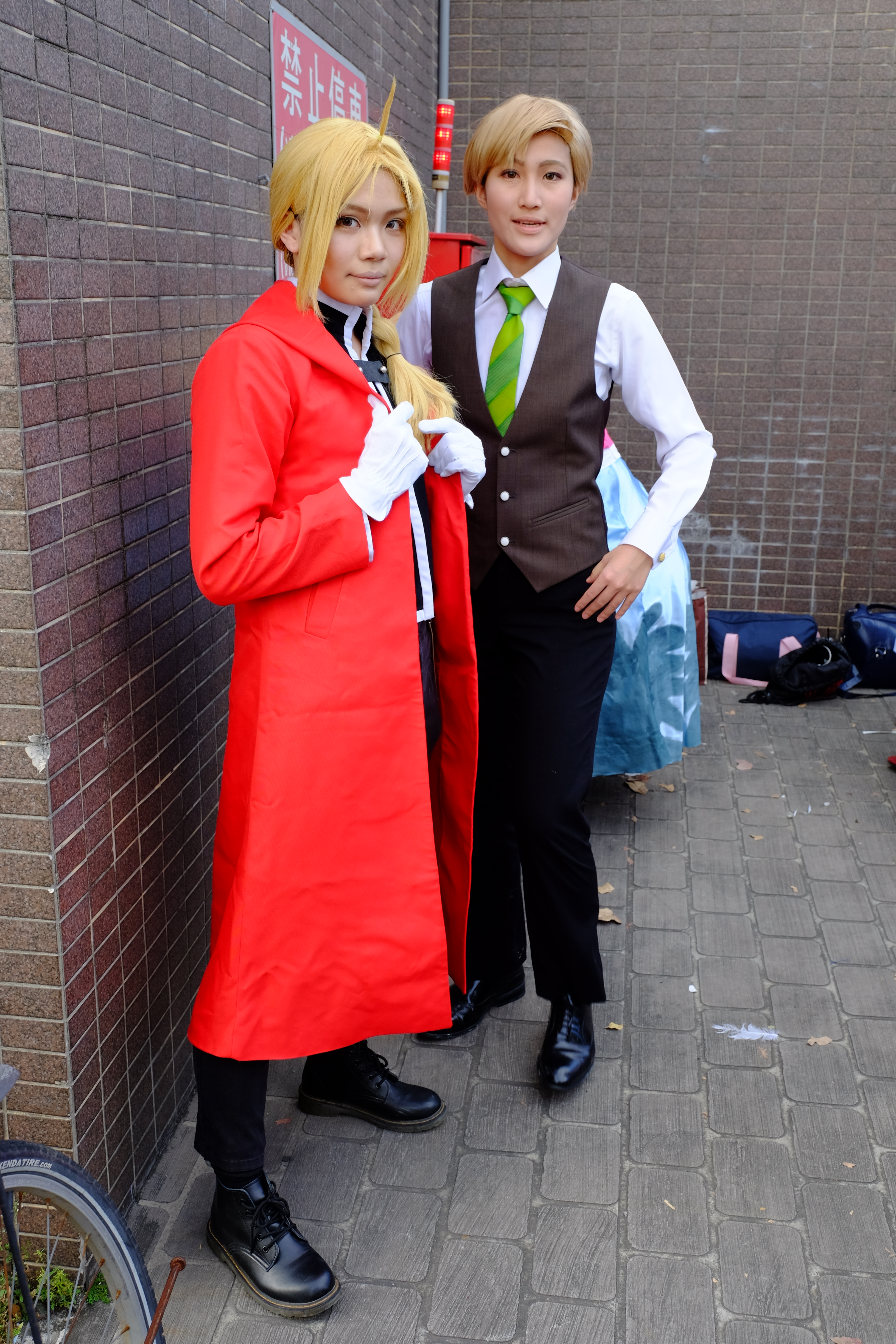
Cosplayer di Edward e Alphonse Elric

Edward è stato accolto positivamente dal pubblico. In tutti i sondaggi del Monthly Shōnen Gangan è arrivato 1°. Edward è arrivato 1° anche al 26° Anime Grand Prix nella categoria "Personaggio maschile preferito"; anche la doppiatrice Romi Park è arrivata 1ª in "Seiyuu preferito". Nell'edizione dell'anno successivo, Edward arrivò 3°. In un sondaggio di Newtype è arrivato 1° nella sezione dedicata ai personaggi maschili.

### Critica
Edward è stato accolto positivamente dalla critica.  Melissa Harper di Anime News Network ha elogiato le espressioni facciali di Edward e le sue reazioni quando viene prese in giro per la sua statura, dicendo che sono alcune delle "scene più divertenti della serie". Harper ha apprezzato come Edward non sia il classico eroe shōnen, dicendo che ha "abilità. rapporti e personalità molto realistici". Samuel Arbogast di T.H.E.M. Anime Reviews ha sottolineato soprattutto il rapporto che ha con il fratello Alphonse, trovando il loro viaggio interessante ed elogiando le scene umoristiche in quanto aiutano a bilanciare le parti "più cupe" della serie. Anche Jarred Pine di Mania Entertainment ha apprezzato la dinamica dei fratelli Elric e di come Edward, nonostante segui sempre "percorsi oscuri" come i cattivi della serie, sia sempre supportato da Alphonse, che si assicura sempre che stia bene. Judge Joel Pearce di DVD Verdict ha considerato il viaggio di Edward moralmente complesso, perché il personaggio cerca sempre di far del bene all'interno di un'organizzazione discutibile moralmente. Lydia Hojnacki di Manga Recon ha sostenuto che Edward è uno dei motivi del perché adori Fullmetal Alchemist, notando lo sviluppo della sua personalità lungo la serie: da matura ad avere una sensibilità molto più profonda. Holly Ellingwood di activeAnime ha apprezzato lo sviluppo del personaggio nel manga dopo aver rincontrato il padre. Maria Lin di Animefringe invece ha criticato lo sviluppo nel primo adattamento animato, visto che nel finale prova di nuovo a risuscitare un umano. Neal Chandran di RPGFan ha apprezzato la dinamica del Edward in Fullmetal Alchemist: Tobenai tenshi sia nelle battaglie che nei dialoghi.
Hilary Goldstein di IGN ha apprezzato il personaggio, dicendo che è il perfetto bilancio tra il tipico ragazzo intelligente e quello testardo così da riuscire a "fluttuare tra momenti comici e tragici", sembrando lo stesso realistico. Chris Mackenzie dello stesso sito lo ha inserito 7° nella sua lista "Top 25 personaggi anime di tutti i tempi", dicendo che lui e suo fratello Al "fanno uno dei migliori team d'azione-comici degli ultimi tempi". Rosie Knight lo inserisce 2° in una lista simile, sostenendo che con "Edward abbiamo un personaggio veramente multidimensionale. Può essere inserito in scene comiche e tira fuori diverse gag. Può essere inserito in scene tragiche e tira fuori la più profonda tristezza. Potrebbe essere anche il più duro di tutti, ma pure il più gentile del pianeta."
Lesley-Anne Gallacher, nella sua pubblicazione (Fullmetal) alchemy: the monstrosity of reading words and pictures in shonen manga, ha notato le somiglianze tra la fallimentare risurrezione di Trisha Elric da parte di Edward e Alphone e il piano di Shou Tucker di fondere sua figlia Nina e il loro cane Alexander. Quando hanno scoperto la chimera, Gallacher ha sottolineato il contrasto tra le reazioni dei fratelli: Edward è scioccato dopo aver compreso cosa è realmente successo, mentre Alphonse reagisce violentemente. La scrittrice ha ritenuto quindi che la serie cerca di "indebolire i confini tra diversi reami della rappresentazione per compromettere l'integrità di tutti". Julie Sadlier della York University ha notato la complessità della disabilità di Edward; nonostante sia supportato dagli automail, il personaggio è ancora traumatizzato dal suo passato e continua a cercare un modo per recuperare il suo braccio e le gamba. Sadlier ha paragonato il passato di Edward a quello dei superstiti della guerra civile di Ishvalan, soprattutto Scar, che anche lui ha perso un braccio. Un altro esempio notato dalla scrittrice è Lan Fan, che si sia amputata per aiutare Ling Yao. Inoltre Sandlier ha evidenziato come gli automail abbiano legato ancor più Edward con Alphonse e Winry.